# Quatre moteurs pour l'Europe

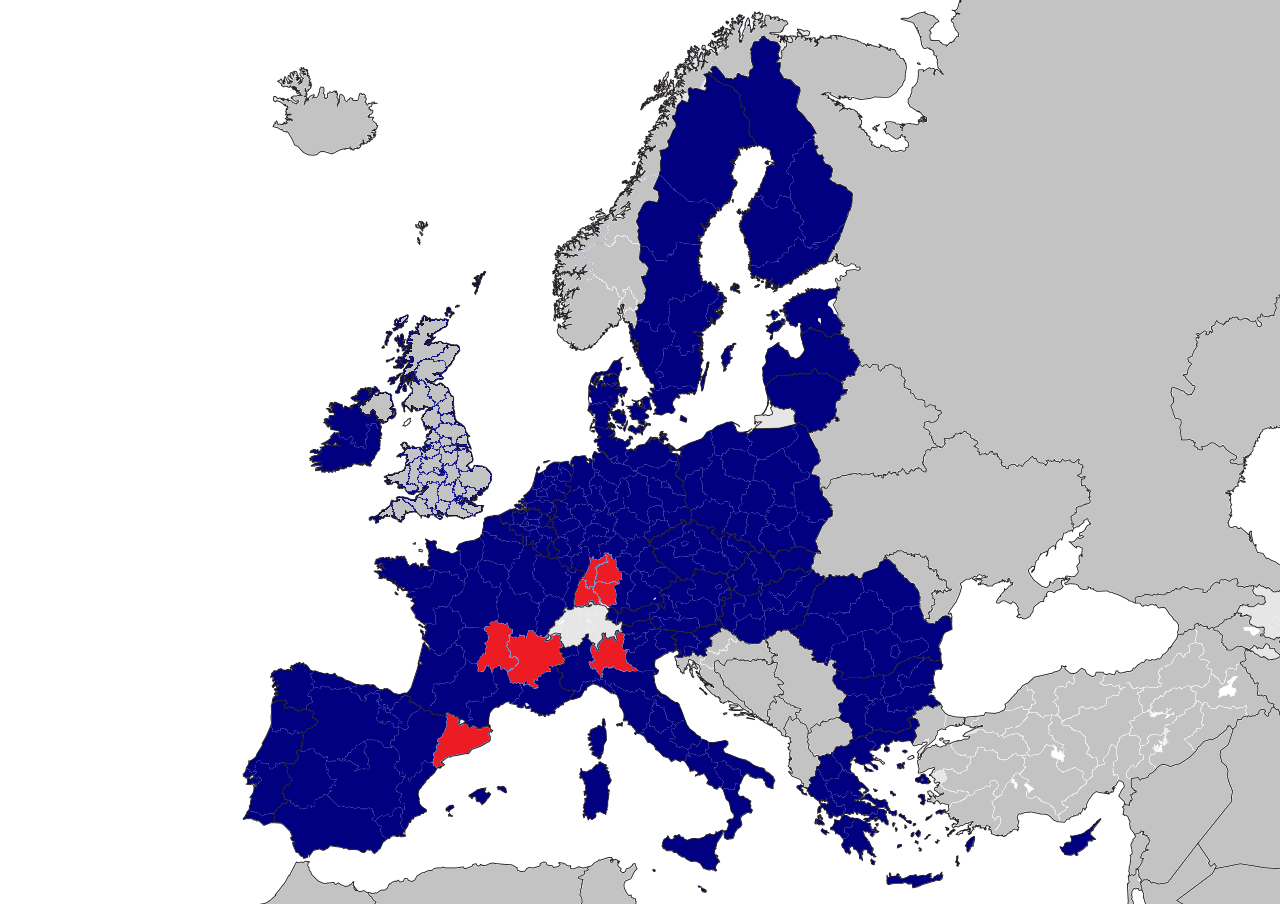
Les Quatre moteurs (en rouge) pour l'Europe en 2020.

Quatre moteurs pour l'Europe est le nom d'une organisation multilatérale formée par les régions européennes de Bade-Wurtemberg (Allemagne), Catalogne (Espagne), Lombardie (Italie) et Auvergne-Rhône-Alpes (France). Au cœur des activités est le renforcement de l'économie régionale et de l'influence sur la politique de l'Union européenne.
L'organisation a été formée en 1988. Depuis 1990, la Flandre (Belgique) participe partiellement aux activités des Quatre Moteurs. Le pays de Galles participait parfois avant le retrait du Royaume-Uni de l'Union européenne.